# Ctenoneura major
Ctenoneura major är en kackerlacksart som beskrevs av Hanitsch 1925. Ctenoneura major ingår i släktet Ctenoneura och familjen Polyphagidae. Inga underarter finns listade i Catalogue of Life.